# Nozomi
Nozomi byla japonská kosmická sonda na výzkum Marsu. Její jméno znamená v překladu "naděje", a byla prvním pokusem jiného státu než je Sovětský svaz/Rusko a USA o dosažení Marsu. Podle plánu měla zkoumat Mars z výstřední oběžné dráhy po dobu tři až pět let. Středem studia mělo být chování vysoké atmosféry Marsu pod vlivem slunečního větru.
Do kosmu ji vynesla čtyřstupňová nosná raketa M-5 4. července 1998. Na rozdíl od předešlých sond, které z parkovací orbity Země zamířily rovnou k Marsu, Nozomi dvakrát letěla k Měsíci a zpět k Zemi, aby zvýšila svou rychlost. Po skončení manévrování však nedosáhla plánovaného kurzu, a proto nemohla Mars dostihnout v roce 1999, jak bylo naplánováno, ale musela k němu letět po takzvané nouzové dráze s příletem až koncem roku 2003. Tím však problémy nekončily. Nozomi selhal hlavní komunikační systém, vyskytly se poruchy v systému zásobování elektrickou energií a dokonce hrozila srážka sondy s Marsem. Několik poruch způsobily silné sluneční erupce v roce 2002. Nozomi se nakonec s planetou nesrazila a minula ji ve vzdálenosti 894 km, ale v té době už řídící středisko Sagamihara Spacecraft Operations Center nemělo se sondou spojení. Zůstala tedy obíhat Slunce jako další z neúspěšných sond poslaných k Marsu před ní.